# Perleberger Heide

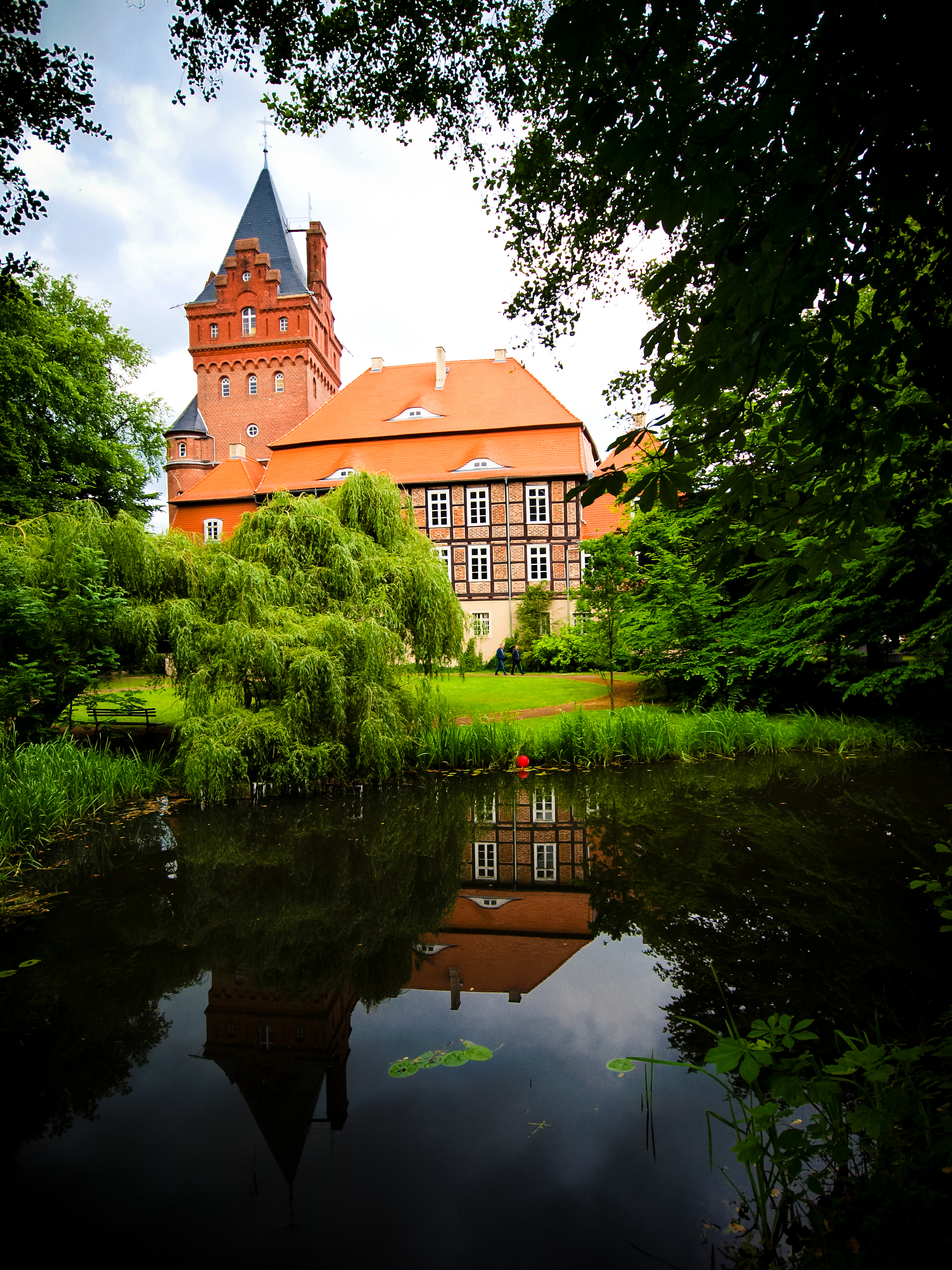
Die Plattenburg in der waldreichen Perleberger Heide

Die Perleberger Heide ist eine naturräumliche Einheit und Teil des Nordbrandenburgischen Platten- und Hügellandes. Sie bildet einen etwa 8 Kilometer breiten Streifen, der sich auf einer Länge von 50 bis 60 Kilometern zwischen Elbniederung im Südwesten und der Grundmoränenfläche von Prignitz und Kyritzer Platte im Nordosten erstreckt. Das südöstliche Ende wird im Bereich der Neuen Jäglitz verortet, für die Nordwestgrenze finden sich die unterschiedlichen Angaben Löcknitz und Rudower See.
Die Perleberger Heide ist vorwiegend eben auf 25 bis 30 Metern über dem Meeresspiegel gelegen. Stellenweise finden sich Aufhäufungen zu Dünen. Die Perleberger Heide wird von sandigen Böden gekennzeichnet, die für den Ackerbau eine geringe Güte aufweisen, weshalb Kiefernforste vorherrschend sind. Es finden sich zudem feuchte Niederungen, insbesondere an den Flüssen Löcknitz, Stepenitz und Karthane, die als Grünland genutzt werden.
Die Städte Wittenberge, Bad Wilsnack und Havelberg liegen am Südwestrand der Heide, die namensgebende Stadt Perleberg am Nordostrand. Die Plattenburg, älteste erhaltene Wasserburg Norddeutschlands, liegt in der Perleberger Heide.